# Slikkrebs
Slikkrebsen (latin Corophium volutator) er et krebsdyr i ordenen tanglopper, der lever på slikvader langs Nordatlantens kyster. I Danmark findes den overalt, hvor der findes sandvader, der oversvømmes ved højvande og blotlægges ved lavvande. Slikkrebsen bliver her i landet normalt 6-7 millimeter lang. Det andet par følehorn er meget kraftigt og hos hannen kan det være næsten lige langt som kroppen. Slikkrebs spiller en stor rolle som føde for Vadefugle og småfisk.

## Levevis
Slikkrebsen lever især af kiselalger og bakterier som den filtrerer fra sedimentet eller vandet. Den laver et U-formet rør i sandet, hvor den derefter sidder i et af de to mundinger. Ved lavvande skraber den organisk materiale til sig med sine lange følehorn, hvilket efterlader stjerneformede spor omkring rørets munding. Sandet kan være oversået af dens små huller, idet der f.eks i Vadehavet kan leve op til 40.000 dyr pr. kvadratmeter.